# Сапонг, Си Джей
Чарльз «Си Джей» Нана Квабена Сапонг (англ. Charles "C. J." Nana Kwabena Sapong; род. 27 декабря 1988, Манассас, Виргиния, США) — американский футболист, нападающий. Выступал за сборную США.

## Клубная карьера

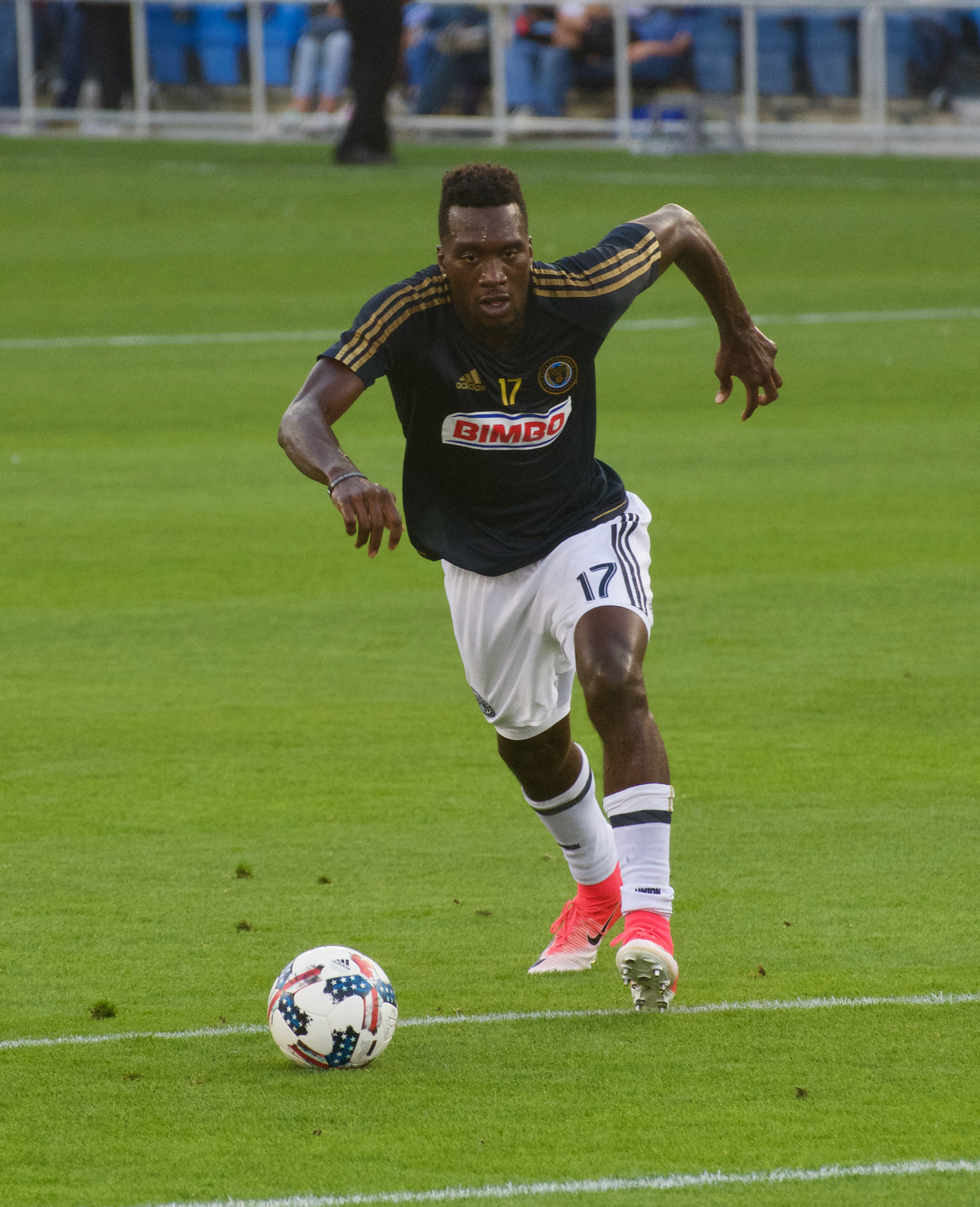
Сапонг в составе «Филадельфию Юнион»

Во время обучения в Университете Джеймса Мэдисона в 2007—2010 годах Сапонг выступал за университетскую футбольную команду. В летние межсезонья в студенческой лиге он также играл за команды PDL: «Фредериксберг Ганнерс» в 2009 году и «Рединг Юнайтед» в 2010 году.
13 января 2011 года на Супердрафте MLS Сапонг был выбран клубом «Спортинг Канзас-Сити» в первом раунде под десятым номером, подписан был 1 марта. Его профессиональный дебют состоялся 19 марта в матче против «Чивас США», в котором он также забил свой первый гол, отличившись на 2-й минуте. В дебютном сезоне Сапонг отличился пять раз и по его итогам был признан новичком года в MLS. В следующем году он помог клубу завоевать Кубок Ламара Ханта. В 2013 году Си Джей на правах аренды сыграл несколько матчей за клуб USL Pro «Орландо Сити», а также стал обладателем Кубка MLS в составе «Спортинга».
8 декабря 2014 года Сапонг был обменян в «Филадельфию Юнион» на пик первого раунда Супердрафта MLS 2015. За «Филадельфию Юнион» он дебютировал 7 марта 2015 года в матче стартового тура сезона против «Колорадо Рэпидз». 16 апреля в поединке против «Нью-Йорк Сити» он забил свой первый гол за «Филадельфию Юнион». 6 мая 2017 года в матче против «Нью-Йорк Ред Буллз» Сапонг оформил свой первый хет-трик в карьере.
23 февраля 2019 года Сапонг был продан в «Чикаго Файр» за менее чем $450 тыс. в распределительных средствах. За «Чикаго Файр» он дебютировал 2 марта в матче стартового тура сезона против «Лос-Анджелес Гэлакси», отметившись голом. По окончании сезона 2020 контракт Сапонга с «Чикаго Файр» истёк.
10 февраля 2021 года Сапонг на правах свободного агента присоединился к «Нэшвиллу», подписав контракт на два года с опцией продления на третий. За «Нэшвилл» он дебютировал 17 апреля в матче стартового тура сезона против «Цинциннати», заменив на 60-й минуте Джондера Кадиса. 8 мая в матче против «Нью-Инглэнд Революшн» он забил свой первый гол за «Нэшвилл».
25 апреля 2023 года Сапонг был обменян в «Торонто» на Лукаса Макнотона и до $200 тыс. в виде общих распределительных средств. Свой дебют за канадский клуб, 29 апреля в матче против «Нью-Йорк Сити», он отметил голом. По окончании сезона 2023 «Торонто» отклонил опцию продления контракта Сапонга.

## Международная карьера
21 января 2012 года в товарищеском матче против сборной Венесуэлы Сапонг дебютировал за сборную США, заменив во втором тайме Грэма Зуси.

## Достижения
Командные
 «Спортинг Канзас-Сити»
- Обладатель Кубка MLS: 2013
- Обладатель Кубка Ламара Ханта: 2012

Индивидуальные
- Новичок года в MLS: 2011